# Кобеляцький повіт

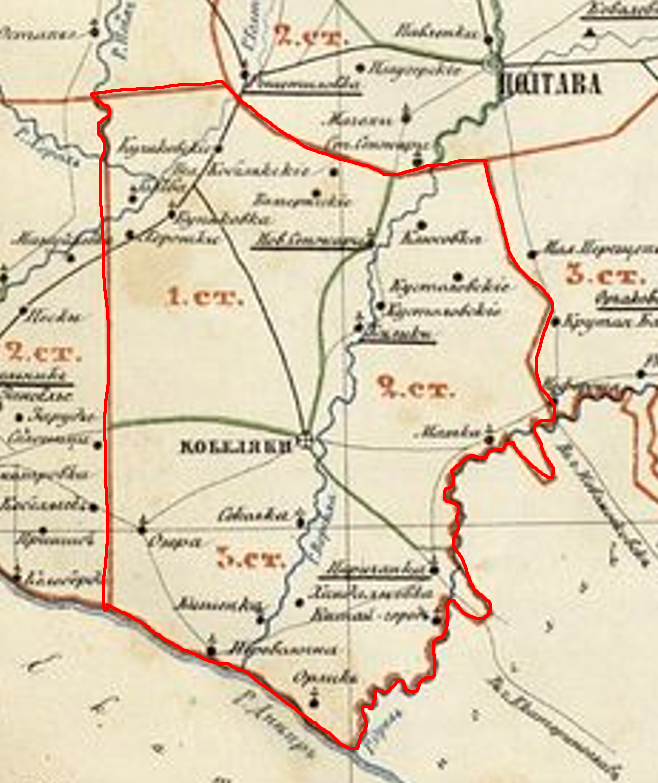
Кобеляцький повіт на карті 1862 року

Кобеля́цький повіт (назва у 1776 по 1783 Новосанжаровський повіт або Новосенжаровський повіт) — адміністративна територіальна одиниця Полтавської губернії Російської імперії, Української Держави, УНР і УСРР у 1783—1796 й 1803—1923 роках. Центр — місто Кобеляки.

## Історія
- утворений 1776 року під назвою Новосанжаровський повіт або Новосенжаровський повіт Новоросійської губернії, створений з частини колишнего Дніпровського полку, яка не увійшла до Кременчуцького повіту (Нові Сенжари, Старі Сенжари, Великі, Кобеляки і Карлівка) Центр — повітове місто Нові Санжари (сучасне селище).
- 1783 року Новосанжарський повіт Новоросійської губернії перейменований на Кобеляцький повіт з переносом повітового центру у Кобелякам.
- у 1783—1796 роках у складі Новоросійської губернії;
- у 1797—1802 роках не існував,
- у 1803—1923 роках у складі Полтавської губернії до утворення округ.

Кобеляцький повіт Полтавської губернії на карті 1821 року

## Адміністративний склад повіту (волості)
- місто Кобеляки з передмістями Броварки, Гатище, Заворскла, Ковжема, Поділ, Покровка, Розсипалівка, Стрижки, Чапалівка, Черкещина, Юрівка.
- Білицька
- Бреусівська
- Бригадирівська
- Бродщинська
- Великокобеляцька
- Вовчоріцька
- Китайгородська
- Кишенська
- Клюсівсько-Зачепилівська
- Кобеляцька
- Куликівська
- Кустолівська
- Ляшківська
- Маяцька
- Новосенжарівська
- Озерська
- Орлицька
- Сокільська
- Хорішківська
- Царичанська

## Населення
Всіх жителів в повіті, які сплачували податки було, в 1802 р, — 39 618 осіб. У тому числі козаків — 20 820 осіб, селян — 12 898 осіб. У місті Кобеляки порживало 4609 жителів.

## Економіка
У повіті не було винокурних заводів. Тут займалися розведенням великої рогатої худоби Голландської, Угорської сірої та Волоської порід. в повіті була одна оранжерея.
Ярмарків було 5. Базарним днем була неділя. Ціни на 1802 р становили; Баранина — 1,5 коп за фунт (в губернії-5 коп), Свинина — 3коп за фунт, Відро вишень — 15 коп.
В записках про деякі повіти Полтавської губернії 1840 р. генерал Ліпранді П.П. згадував і Кобеляцький повіт. Кобеляцький повіт на думку Ліпранді "один із найбагатших, багатоземельних та найродючіших повітів Полтавської губернії". Ціна на хліб була 16 грн. за чверть, така сама ціна була і за чверть гречки. Головний промисел мешканців полягає у продажу оцту та дьогтю. Ціна на жито у Лук'яновича (Лук'янович Андрій Федорович, колишній губернатор Пермі. Помер 1846 р.) по 18р. 50 к., Потоцький (Потоцький Платон Олександрович (1805–1875). Був повітовим суддею з 1844 р. до скасування цієї посади.) по 19 р. Понад те, пише Ліпранді, у тих, хто не приступав ще до збуту хліба Кащенки, полковника Козлова, д. ст. радника Бажанова, і в багатьох інших хліб якого у сумі міг би забезпечити знатну частину народу і досі з усіх майже повітів Полтавської губернії, їздять сюди купувати хліб". Це були заможні поміщики.